# مشاعل بنت فهد آل سعود
مشاعل بنت فهد آل سعود (۱۹۵۸ – ۱۵ ژوئیه ۱۹۷۷؛ عربی: الأمیرة مشاعل بنت فهد بن محمد بن عبدالعزیز آل سعود) یکی از اعضای خاندان سلطنتی آل سعود بود که در سال ۱۹۷۷ در سن ۱۹ سالگی به اتهام ارتکاب زنا با تیرباران اعدام شد. او دختر شاهزاده فهد بن محمد و نوه شاهزاده محمد بن عبدالعزیز بود. شاهزاده محمد بن عبدالعزیز یکی از پسران ملک عبدالعزیز بنیان‌گذار عربستان سعودی و برادر بزرگ‌تر و تنها برادر تنی ملک خالد است.
خانواده مشاعل به درخواست مشاعل او را برای تحصیل به بیروت در لبنان فرستادند. در آنجا او عاشق مردی به نام خالد الشاعر محلحل شد که برادرزاده علی حسن الشاعر سفیر عربستان در لبنان بود و با او رابطه‌ای عاشقانه برقرار کرد. پس از بازگشت آن‌ها به عربستان سعودی مشخص شد که آن‌ها بارها به‌طور پنهانی با یکدیگر ملاقات کرده‌اند و به همین دلیل اتهام زنا علیه آن‌ها مطرح شد. مشاعل تلاش کرد تا به دروغ نشان دهد که غرق شده است و سپس هنگام تلاش برای فرار از عربستان به همراه خالد دستگیر شد. او با لباس مبدل مردانه در فرودگاه جده سعی داشت از کشور خارج شود؛ اما یکی از مأموران گذرنامه او را شناسایی کرد.
او پس از دستگیری به خانواده‌اش بازگردانده شد. طبق قوانین شریعت که در عربستان سعودی حاکم بود شخص تنها در صورتی می‌تواند به زنا محکوم شود که چهار مرد بالغ به وقوع عمل زنا شهادت دهند یا خود فرد به صراحت به این جرم اعتراف کند و در دادگاه جمله «من زنا کرده‌ام» را چهار بار پشت سر هم تکرار کند. خانواده مشاعل او را ترغیب کردند که اعتراف نکند و تنها وعده دهد که دیگر معشوقه خود را ملاقات نخواهد کرد. با این حال او پس از بازگشت به دادگاه اعتراف خود را تکرار کرد و چهار بار گفت: «من زنا کرده‌ام. من زنا کرده‌ام. من زنا کرده‌ام. من زنا کرده‌ام.»
در تاریخ ۱۵ ژوئیه ۱۹۷۷ مشاعل و خالد در کنار ساختمان ملکه در پارکی در شهر جده به صورت علنی اعدام شدند. مشاعل چشم‌بند زده و مجبور به زانو زدن شد و بر اساس دستور صریح پدربزرگش یکی از اعضای ارشد خاندان سلطنتی به دلیل بی‌اعتباری‌ای که برای خانواده‌اش به بار آورده بود اعدام شد. پس از اینکه خالد مجبور شد شاهد اعدام مشاعل باشد با شمشیر گردن زده شد. باور بر این است که این کار توسط یکی از بستگان مرد مشاعل و نه به دست یک جلاد حرفه‌ای انجام شده است. برای جدا کردن سر او به پنج ضربه نیاز شد. هر دو اعدام در نزدیکی کاخ سلطنتی در جده و نه در میدان تاریخی الدیرة که مکانی است که معمولاً محکومان به مرگ در عربستان سعودی در آنجا اعدام می‌شوند انجام شد.

## مستند مرگ یک شاهزاده
آنتونی توماس تهیه‌کننده مستقل فیلم به عربستان سعودی سفر کرد و با افراد متعددی دربارهٔ داستان مشاعل مصاحبه کرد. او با روایت‌های متناقضی مواجه شد که بعدها موضوع یک مستند بریتانیایی با عنوان مرگ یک شاهدخت شد. این فیلم قرار بود در تاریخ ۹ آوریل ۱۹۸۰ از شبکه تلویزیونی آی‌تی‌وی در بریتانیا پخش شود و یک ماه بعد از شبکه تلویزیونی عمومی پی‌بی‌اس در ایالات متحده نمایش داده شود.
هر دو پخش با اعتراضات شدید روبرو شدند که به دنبال آن فشارهای دیپلماتیک، اقتصادی و سیاسی قوی از سوی عربستان سعودی برای لغو این پخش‌ها اعمال شد. ملک خالد پس از ناکامی در لغو پخش فیلم در بریتانیا سفیر بریتانیا را از عربستان سعودی اخراج کرد.
در ماه مه ۱۹۸۰ توجه‌ها به شبکه پی‌بی‌اس جلب شد که مقامات این شبکه تحت فشار فزاینده‌ای از سوی شرکت‌ها و سیاستمداران قرار گرفتند. یکی از حامیان اصلی پی‌بی‌اس شرکت موبیل اویل یک آگهی تمام‌صفحه در بخش سرمقاله روزنامه نیویورک تایمز منتشر کرد که با این فیلم مخالفت کرده و اعلام کرد که پخش آن روابط آمریکا و عربستان سعودی را به خطر می‌اندازد.
پس از مدتی تأخیر این فیلم در تاریخ ۱۲ مه ۱۹۸۰ در شبکه پی‌بی‌اس در بیشتر ایالت‌های آمریکا پخش شد. اگرچه برخی از ایستگاه‌های پی‌بی‌اس از پخش آن خودداری کردند. برای مثال در ایالت کارولینای جنوبی شبکه وابسته به پی‌بی‌اس نمایش این فیلم را لغو کرد. این تصمیم تحت تأثیر این واقعیت بود که جان سی. وست، سفیر وقت آمریکا در عربستان سعودی پیش‌تر فرماندار این ایالت بود.
در سال ۲۰۰۵، شبکه پی‌بی‌اس فیلم مرگ یک شاهدخت را در برنامه خط مقدم به مناسبت بیست و پنجمین سالگرد پخش اصلی نمایش داد. گفته می‌شود که ملک خالد مبلغ ۱۱ میلیون دلار به شبکه پیشنهاد داده بود تا پخش فیلم را متوقف کند. طبق گفته کارگردان آنتونی توماس دادگاه رسمی صورت نگرفته و اعدام نیز جنبه رسمی و قضایی و قانونی نداشته است:
این یک دادگاه نبود. حتی او در میدان عدالت هم اعدام نشد. او فقط در یک پارکینگ اعدام شد. من متأسفانه شاهد اعدام در عربستان سعودی بوده‌ام. همیشه اعدام‌ها در یک میدان خاص انجام می‌شود. این اعدام آنجا هم انجام نشد. این کار با یک جلاد رسمی انجام نشد. البته نه که رسمی نبودن این موضوع آن را بدتر یا بهتر کند، ولی این ماجرا به هیچ‌وجه مطابق با روند قانونی نبود.
دیوید فانینگ نویسنده و تهیه‌کننده اجرایی مرگ یک شاهدخت افزود:
تفاوت نسخه رسمی حکومتی که در آن گفته می‌شد دختر به دلیل اتهام زنا کشته شده و حقیقت ماجرا که اکنون بر ما مشخص شده است این است که در واقع وی توسط برادر بزرگ‌تر پادشاه به‌عنوان انتقامی قبیله‌ای در یک پارکینگ در جده اعدام شده است. و دقیقاً همین مسئله است که در قلب این ماجرا است که خاندان سلطنتی نمی‌توانست تحمل کند چنین چیزی درز کند و این سبب خشم بزرگ آنها شده بود.
توماس بیان کرد که قتل ناموسی و نه بر اساس قوانین اسلامی بوده است. رضا علی سید از Dawn نوشت که «احتمالاً» مرگ او فقط به دلیل «آلوده کردن نام و اعتبار خانوادگی» رخ داده است. لورا وایلدنتال، نویسنده کتاب The Language of Human Rights in West Germany این رویداد را به‌عنوان یک قتل ناموسی توصیف کرده است.

## جستارهای همانند
- اعدام در عربستان سعودی
- اعتراضات ۲۰۱۱–۲۰۱۲ عربستان سعودی
- دینا علی لاسلوم
- ساره بنت طلال بن عبدالعزیز آل سعود
- سمر بدوی
- حمزه کاشغری
- منال الشریف